# بئر زبوجة
بِئْرُ زَبُّوجَة ( باللغة المالطية: Birżebbuġa) هي مدينة ساحلية في المنطقة الجنوبية من مالطا ، بالقرب من مرسى شلوق. تقع على بعد حوالي 8 ميل (13 كـم) من العاصمة فاليتا، ويبلغ عدد سكانها 9736 نسمة اعتبارًا من مارس 2014.
تشتهر المدينة بين منظمي العطلات المالطيين، وتشتهر بشاطئها الرملي، خليج بريتي. تتميز القرية أيضًا بمواقعها الأثرية الهامة، وخاصة غار دالام وتا كاتاتورا وبوري إن نادور .

## علم أصول الكلمات
«بئر زبوجة» تعني بئر الزيتون باللغة المالطية. أثبتت هذه الأدلة اللغوية أن السكان الأوائل كانوا في جنوب الجزيرة منذ الألفية الأولى. يشير الاسم أيضًا إلى المناخ والغذاء.

## التاريخ

### عصور ما قبل التاريخ

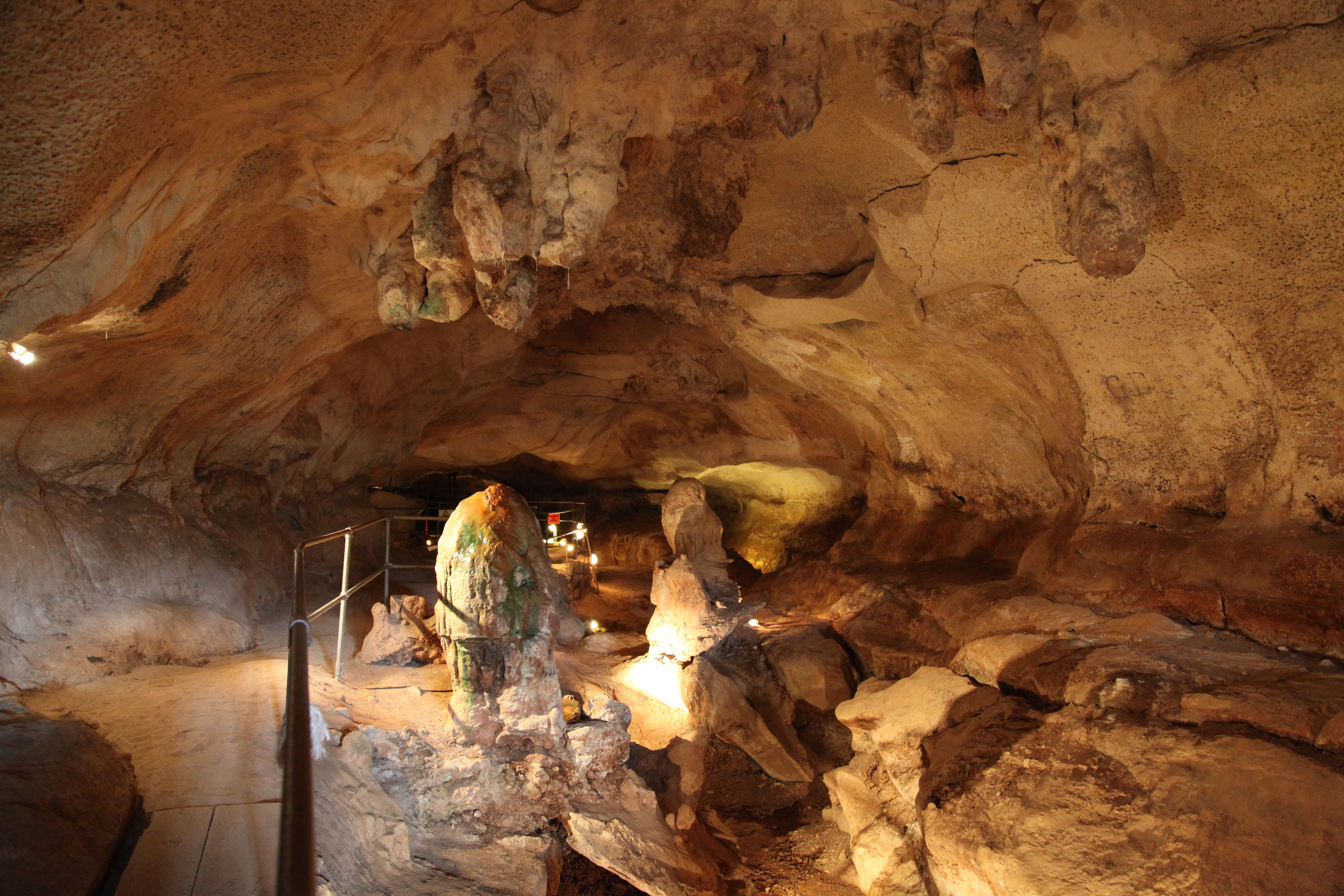
غار دالم

بالقرب من قرية بئر زبوجة غار دالم ، مما يعني كهف مظلم. غار دالام هو موقع مهم للغاية، حيث تم اكتشاف أقدم دليل على الوجود البشري في مالطا. تعود القطع الأثرية إلى العصر الحجري الحديث منذ حوالي 7400 عام. تتكون منطقة العرض من جزأين: الكهف والمتحف، الذي يعرض ثروة رائعة من الاكتشافات من عظام الحيوانات إلى القطع الأثرية البشرية. شكل الكهف نهرًا متراكبًا يعمل بزاوية قائمة. يبلغ عمقه 144 مترًا، ولكن لا يتاح للزوار سوى الخمسين مترًا الأولى.
وتشمل البقايا الأخرى بقايا معبد أو مستوطنة ما قبل التاريخ، برج الناظور، والتي يعود تاريخها إلى العصر البرونزي. كانت المستوطنة محصنة بجدار حجري كبير، لا يزال مرئيًا حتى اليوم. إن أطلال المعابد هذه مهمة لأنها لا تكشف فقط عن معبد رباعي الحواف (c.2000 قبل الميلاد) ، ولكن أيضًا مستوطنة محلية أصيلة ومحصنة من العصر البرونزي. تقع بقايا جدار دفاعي كبير في مكان قريب، يمتد عبر رأس رعن بين وادين يؤديان إلى خليجين. تم بناء الجدار في مواجهة الداخل. كانت القرية ستدفع البحر إلى الخلف. يعتقد العلماء، نظرًا لهذا الوضع اللوجستي، بأن الناس الذين عاشوا في القرية كانوا أكثر خوفًا من تعرضهم للغزو من قبل الغزاة برًّا لا بحرًا.
تم اكتشاف آثار أكواخ العصر البرونزي ملقاة خلف الجدار. كان عمق الرواسب ضحلًا جدًا، ويغطي بقايا فترة الهيكل. عثر علماء الآثار على أدلة تظهر أن السكان من العصر الحجري الحديث انقرضوا وأن الجزر كانت غير مأهولة. يعتقد علماء الآثار أن هذا قد يكون بسبب عدم وجود منتجات زراعية أو حرب أهلية أو قتل السكان من العصر الحجري الحديث من قبل القبائل الشبيهة بالحرب. اكتشف علماء الآثار بقايا جثث المعابد الثلاثة (غرف نصف دائرية). خلف المدخل الرئيسي، هناك منطقة بيضاوية واسعة بطول 25 م وعرض 15 م. يبقى فقط مدخل تريليثون. يمكن ترتيب زيارات لهذه المواقع عن طريق التعيين.

## المدن التوأم
- Porto San Giorgio، Italy